# Cinturão do Sol

O Cinturão do Sol, destacado em vermelho

O Cinturão do Sol (em inglês: Sun Belt ) é a região dos Estados Unidos que compreende o sul e sudoeste deste país. Essa região apresentou grande crescimento econômico e demográfico nos últimos anos, em comparação com o "cinturão da ferrugem" (rust belt em inglês, região que compreende o norte e nordeste dos Estados Unidos).
A economia agrícola dos Estados Unidos é tradicionalmente dividida em cinturões (belts), como o cinturão do trigo (grain belt ou wheat belt), cinturão do algodão (cotton belt) e assim sucessivamente. Ao olhar no mapa dos Estados Unidos, vemos que a localização dos cinturões (belts) está vinculada a fatores como clima, relevo, proximidade de mercado consumidor entre outros. Na evolução da indústria estadunidense, também pode-se dividir os períodos de industrialização em cinturões industriais. No seu início, a indústria dos Estados Unidos se aglomerou em torno das principais fontes de matéria prima, ou seja, em volta dos Grandes Lagos e próximo aos Montes Apalaches, local com grande concentração de carvão mineral, que fomentou principalmente a siderurgia e metalurgia dos Estados Unidos que, logo, deram origem às indústrias de bens de consumo duráveis como a automobilística em Detroit, por exemplo. Esta aglomeração industrial foi batizada de "Manufacturing belt" (atual "Rust Belt") e permaneceu concentrada no nordeste dos Estados Unidos até o advento dos fortes sindicatos e até o crescimento das grandes metrópoles como Nova Iorque, cuja principal conseqüência foi o aumento do custo de produção da indústria como impostos, aluguéis e salários altos exigidos pelos sindicatos cada vez mais poderosos.
A partir da segunda metade do século XX, a indústria americana, em busca de redução de custos, essencialmente de salários mais baixos, migrou em direção ao sul do país, para os estados do Texas e Califórnia, que com salários mais baixos e grandes universidades com formação de técnicos especializados, criaram a chamada  economia de aglomeração. As empresas de alta tecnologia como Texas Instruments, Hewlett-Packard, dentre outras, iniciaram ou transferiram as suas atividades para o sul ensolarado dos Estados Unidos (cinturão do sol), apesar de a maior concentração industrial dos Estados Unidos

## Regiões importantes

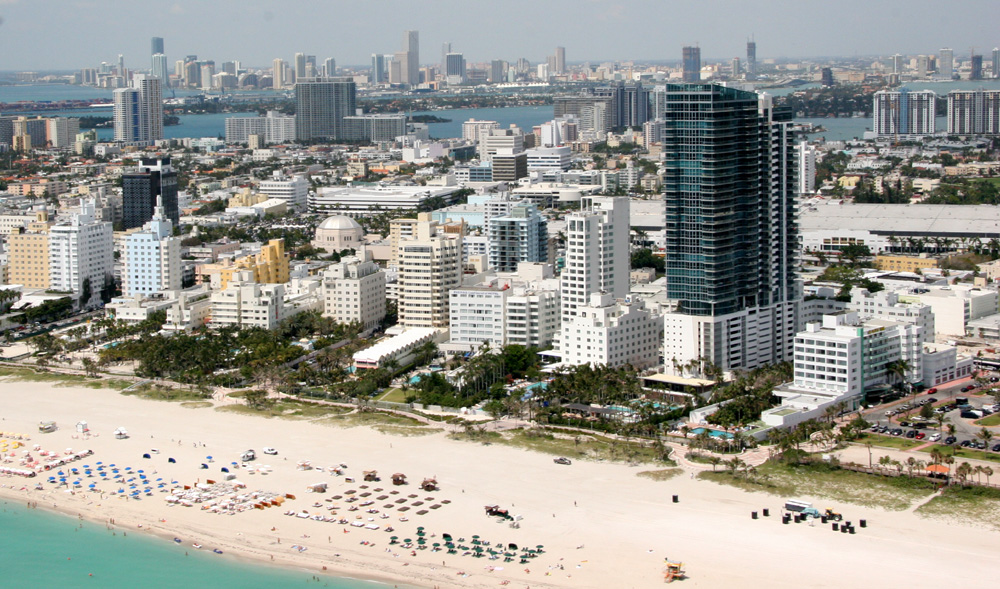
Região Metropolitana de Miami, na Flórida.

Arizona, Califórnia, Flórida, Nevada, Novo México, Texas, Geórgia e Carolina do Sul são pertencentes ao Cinturão do Sol; Da mesma forma, Louisiana, Mississippi e Alabama também podem ser incluídos. Alguns consideram Arkansas, Carolina do Norte e Tennessee como estados do cinturão, entretanto seu clima é levemente diferente dos demais estados, tendo um inverno já mais característico. Cidades mais importantes são:
- Atlanta
- Anaheim
- Austin
- Charlote
- Colúmbia
- Dallas-Fort Worth
- Houston
- Las Vegas
- Long Beach
- Los Angeles
- Mesa
- Miami
- Oakland
- Orlando
- Pensacola
- Phoenix
- Raleigh
- San Antonio
- San Diego
- San Francisco
- San Jose
- Sarasota
- Tampa-Saint Petersburg
- Tucson

Se Arkansas for incluso na região, todo Presidente dos Estados Unidos eleito desde 1964 veio do Cinturão do Sol (Gerald Ford, nascido no Nebraska, mas criado no Michigan, assumiu o cargo após a renúncia de Nixon, mas não foi eleito). São eles:
- Lyndon B. Johnson (1964) — Texas
- Richard Nixon (1968, 1972) — Califórnia
- Jimmy Carter (1976) — Geórgia
- Ronald Reagan (1980, 1984) — Califórnia (originalmente de Illinois)
- George H. W. Bush (1988) — Texas (originalmente de Massachusetts)
- Bill Clinton (1992, 1996) — Arkansas
- George W. Bush (2000, 2004) — Texas (originalmente de Connecticut)

As eleições presidenciais de 1964 provaram ser um divisor de águas; anteriormente apenas um candiato eleito era do Cinturão do Sol; — Woodrow Wilson, cresceu na Geórgia — embora outros dois, Andrew Johnson and James Polk possam ser incluídos caso a Carolina do Norte esteja na contagem dos integrantes do cinturão. Dwight D. Eisenhower pode ser considerado também, já que nasceu no Texas; contudo sua família mudou-se para o Kansas quando Dwight tinha dois anos de idade, onde viveu sua infância antes de entrar para a academia militar estadunidense.
O autor e analista político Kevin Phillips afirma ter cunhado o termo para "descrever o país petrolífero, militar, aerospacial e de aposentados se esticando da Flórida à Califórnia" em seu livro The Emerging Republican Majority de 1969.